# Aloe brandhamii
Aloe brandhamii (укр. Алое Брандема) — сукулентна рослина роду алое.

## Назва
Видова назва дана на честь доктора Пітера Е. Брандема (1937-) — британського генетика рослин в лабораторії Джодрелл, Королівські ботанічні сади в К'ю, Англія, який виявляв великий інтерес до алое.

## Історія
Вперше описаний англійським ботаніком Сьюзан Картер Голмс у 1994 році в журналі «Flora of Tropical East Africa».

## Морфологічні ознаки
Рослини іноді одиночні, старі рослини мають коротке стебло. Листя у компактній розетці, забарвлення — від темно- до світло-зеленого відтінку. Листки до 50 см завдовжки, 10-20 см завширшки, по краях — шипи 2-3 мм завдовжки, розташовані на відстані 1-2 см один від одного. Квітконос 1-2 м, розгалужений, з червоними квітками.
Цей вид схожий на Aloe secundiflora.

## Місця зростання
Aloe brandhamii — ендемічна рослина Танзанії. Росте серед каменів у в листяних річкових лісах на висоті 750—1200 м над рівнем моря.

## Охоронні заходи
Aloe brandhamii входить до Червоного Списку Міжнародного Союзу Охорони Природи видів під загрозою зникнення. Область поширення виду (ЕОО) становить 5000 км², площа, яку займають субпопуляції (AOO) не перевищує 40 км². Відомий з менш ніж п'яти місць. Зафіксований в окрузі Кілоло, регіону Іринга в центральній частині Танзанії, в долині річки Руаха та долинах її приток. Зустрічається не дуже часто, групами від трьох до чотирьох рослин. Росте поряд з дорогами, тому є доступним та вразливим для збирачів.
Зростає в двох захищених природоохоронних територіях: одна місцевість знаходиться на кордоні гірського національного парку Уджунгва; і одна місцевість — в районі Лунда-Мкваб.
Вид включений до додатку II конвенції про міжнародну торгівлю видами дикої фауни і флори, що перебувають під загрозою зникнення (CITES).